# Mark Lazarevič Levi
Mark Lazarevič Levi (rusko Марк Ла́заревич Леви́; psevdonim Mihail Agejev in M. Agejev, Михаи́л Аге́ев), ruski pisatelj, * 27. julij 1898, † 5. avgust 1973, Erevan, Armenija, Sovjetska zveza.

## Življenje in delo
Levi se je rodil bogati judovski družini. Postal je vsestranski človek, katerega življenjski moto je bil, da je treba poiskusiti vse. Kot pisatelj je za seboj pustil le eno delo: Zgodba s kokainom (1934), objavljen pod psevdonimom Mihail Agejev. Roman je bil prvič objavljen v pariški reviji.
Ko je bil roman leta 1989 objavljen v riški reviji Vrelec (rusko Родник), je vprašanje o avtorju zopet postalo aktualno. Dolgo časa je prevladovala teorija, da je avtor romana Vladimir Nabokov. Na »sled« so pravemu avtorju prišli potem, ko so ugotovili, da gre za izredno avtobiografsko delo in so med maturanti zasebne gimnazije P. F. Krejmana v Moskvi našli kar nekaj sovpadajočih priimkov tako dijakov kot profesorjev. Junak romana se je tako kot avtor vpisal na Moskovsko pravno fakulteto. Skrivnostnega avtorja so odkrili potem, ko so iz Moskovske univerze dobili njegovo kartoteko iz leta 1952, v kateri je zapisano, da je kasneje neki Mark Levi predaval na Erevanski pedagoški fakulteti.